# Borsjtjiv
Borsjtjiv (ukrainsk: Борщів, russisk: Борщёв, polsk: Borszczów) er en by i Tjortkiv rajon (siden 2020) i Ternopil oblast (provins) i det vestlige Ukraine. Den var tidligere administrativt centrum i det tidligere Borsjtjiv rajon (distrikt). Borsjtjiv er vært for administrationen af Borsjtjiv urban hromada, en af hromadaerne i Ukraine.
Byen har 10.632 (2022) indbyggere.

## Historie
Borsjtjiv har været nævnt under sit navn som Dudinski-familiens herregård siden 1456. I 1629 fik byen, der på det tidspunkt tilhørte Kongedømmet Polen, og fik tildelt Magdeburgrettigheder, samt våbenskjoldet, der var symbolet for Huset Vasa. I 1672-1683 blev byen kontrolleret af Osmanere (se Polsk-osmanniske krig (1672-1676)) som en del af podoliske Ejalet. Den blev nominelt styret af osmannerne mellem 1683-1699 og blev hærget af polakker og tyrkere i denne periode. Efter Karlowitz-traktaten blev det tilbageleveret til Polen. Efter Polens første deling (1772) blev byen annekteret af Habsburgske Rige. I 1809-1815 blev den kontrolleret af Det Russiske Kejserrige og derefter returneret til østrigerne. I 1914-1917 blev den igen overtaget af de russiske tropper, se Ruslands besættelse af Østgalicien, 1914-15. Fra 1919 til september 1939 hørte det til Polen, og på grund af nærheden til den polsk-sovjetiske grænse var der et grænsebeskyttelseskorps stationeret her. I den Anden polske republik var Borszczow hovedsæde for et amt (Powiat) i Tarnopol vojvodeskab.
Under 2. verdenskrig blev byen annekteret af Sovjetunionen i september 1939. En lokal avis er udgivet her siden oktober 1939.
Byen blev også besat af Aksemagterne i juli 1941, og der blev gennemført flere massehenrettelser af jøder i byen. I april 1942 blev der her oprettet en jødisk ghetto. Mellem foråret og sommeren 1943 blev ca. 400 jøder sendt til Ivanovka-lejren, og mere end 2.300 jøder blev skudt på den jødiske kirkegård.